# Баскатонг

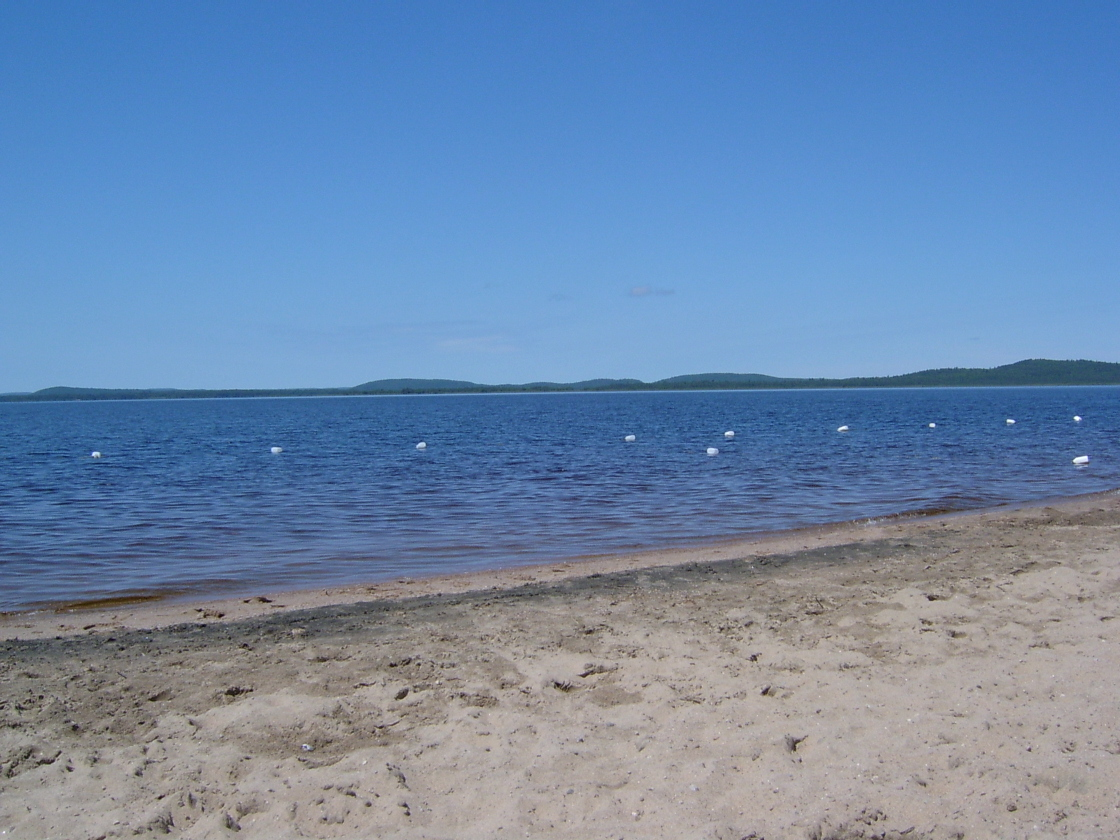

Баскатонг (фр. Réservoir Baskatong) — водохранилище на западе канадской провинции Квебек. Было образовано в результате сооружения в 1927 году дамбы Мерсье. Площадь водохранилища составляет 413 км². На дамбе нет генераторной станции — водохранилище используется для контроля потока воды из реки Гатино в расположенные ниже по течению несколько ГЭС.
Основным источником является река Гатино. Другие важные источники — реки Жан-де-Тер, Нотавасси, Аржан.
Баскатонг популярен среди туристов и рыбаков: на берегу организовано более 20 зон рыбной ловли. Среди рыб, которые водятся в озере — жёлтый судак, северная щука, озёрная форель, сиг и лосось.
Добраться до Баскатонга можно по нескольким небольшим лесным дорогам, выходящим на Квебекское шоссе 117. Он расположен примерно в 200 км к северу от канадской столицы г. Оттава и примерно в 290 км к северо-западу от Монреаля.